# ふられ気分でRock'n' Roll
『ふられ気分でRock'n' Roll』（ふられきぶんでロックンロール）は、TOM★CATのデビューシングル。1984年11月14日にキャニオン・レコード（現：ポニーキャニオン）のレーベルであるAARD-VARKから発売された。

## 背景
コンテスト自体が終了を迎える直前の『第28回ヤマハポピュラーソングコンテストつま恋本選会』でグランプリを受賞し、その後進んだ『第15回世界歌謡祭』でも続けてグランプリを受賞した。
女性ヴォーカル・TOMの、顔半分を覆いつくす程の大きなサングラスをしながらヤマハDX7を弾き歌う姿も視聴者にインパクトを与えた。

## 音楽性
サウンド的には、イエロー・マジック・オーケストラの登場とともに1980年代を象徴するジャンルのひとつとなった、テクノ歌謡である。

## チャート成績
発売は1984年11月であったが翌年に渡るロングセールスとなり、1985年のオリコン年間ヒットチャートでは第18位にランクインした。
TBS系音楽番組『ザ・ベストテン』では、1985年2月14日放送分で初ランクイン。なお、それ以前に「スポットライト」コーナーへの出演があった。

## 収録曲
全作詞・作曲：TOM、編曲：Light House
1. ふられ気分でRock'n' Roll
2. ROUTE 16

## カバーした主な歌手
- DROPS
  - シングル曲。テレビ東京系深夜アニメ『せんせいのお時間』ED（2004年）
- Mi
  - カバーアルバム『80's×Mi』（2006年）
- Friends
  - アルバム『FRIENDSHIP』収録（2009年）
- Acid Black Cherry
  - シングル『Re:birth』c/w（2010年）

- NOT REBOUND
  - ふられ気分でPUNK'N'ROLL（2002年）

- ロウィナ・コルテス（香港）
  - 《愛的火花Dynamite》（広東語）アルバム『87'露雲娜』収録（1987年）
- ニュートン・ファミリー (ハンガリー)
  - シングル『Rock 'N' Roll (Don't Stop The Music)』(1985年)

- BILLIE IDLE（日本）
  - アルバム『IDLE FELLAS』収録（2015年）『BILLIed IDLE 2.0』収録（2018年）

- The Biscats
  - カバーアルバム『J-BOP SUMMER』に収録（2023年）[3]

## 関連作品
- TOM★CAT - ファースト・アルバム
- 青春歌年鑑 1985
- 夢みるバラード〜Dream
- ユア・リクエスト